# Пеги Гугенхајм
Маргерите „Пеги” Гугенхајм (26. август 1898, Њујорк, САД — 23. децембар 1979, Падова, Италија) била је колекционарка уметности, која је емигирала у САД за време Другог светског рата.